# Урсула фон Саксония-Лауенбург
Урсула фон Саксония-Лауенбург (на немски: Ursula von Sachsen-Lauenburg; * 1545, † 22 октомври 1620, Шарнебек) от род Аскани, е принцеса от Саксония-Лауенбург и чрез женитба херцогиня на Брауншвайг-Люнебург-Даненберг‎.

## Живот
Дъщеря е на херцог Франц I фон Саксония-Лауенбург (1510 – 1581) и съпругата му Сибила Саксонска (1515 – 1592), дъщеря на херцог Хайнрих IV от Саксония. Заедно със сестра си Доротея тя расте при баба си Катарина във Фрайберг и след нейната смърт през 1561 г. при курфюрстинята Анна Саксонска (съпругата на Август Саксонски) в Дрезден.
Урсула се омъжва през 1580 г. за херцог Хайнрих фон Брауншвайг-Даненберг (1533 – 1598). Урсула е смятана за отлична княгиня, която има също влияние в политиката на Лауенбург.
Урсула умира във вдовишката си резиденция, бившия манастир Шарнебек, и е погребана в църквата „Св. Йоханис“ в Даненберг.

## Деца
Урсула и Хайнрих имат 7 деца:
- Юлиус Ернст (1571 – 1636), херцог на Брауншвайг-Даненберг

∞ 1614 графиня Мария от Източна Фризия (1582 – 1616)
∞ 1617 принцеса Сибила фон Брауншвайг-Люнебург (1584 – 1652)
- Франц (1572 – 1601), домпропст на Страсбург
- Анна София (1573 – 1574)
- Хайнрих (1574 – 1575)
- Сибила Елизабет (1576 – 1630)

∞ 1600 граф Антон II фон Делменхорст (1550 – 1619)
- Сидония (1577 – 1645)
- Август II Млади (1579 – 1666), херцог на Брауншвайг-Волфенбютел

∞ 1607 принцеса Клара Мария от Померания (1574 – 1623)
∞ 1623 принцеса Доротея фон Анхалт-Цербст (1607 – 1634)
∞ 1635 принцеса Елизабет София фон Мекленбург (1613 – 1676)